# 노동가치론
노동가치론(labor theory of value, LTV)은 가치에 관한 비주류 경제학 이론이다. 이 이론에서는 재화나 서비스의 경제적 가치는 사회적으로 필요한 노동시간에 의해서 결정된다고 주장한다. 초기에는 애덤 스미스나 데이비드 리카도 같은 초기 고전경제학자나 무정부주의 경제학자들의 이론을 뒷받침 하는데 사용되었지만, 현재는 마르크스 경제학과 연계되고 있다.
주류 신고전파 경제학에서는 노동가치론을 거부하고, 인간의 주관적 만족도에 기반을 둔 가치론을 사용한다.

## 가치와 노동의 정의
노동가치론에 있어서 '가치'란 특별한 수식어가 붙지 않더라도, 시장성이 있는 재화를 생산하는 데 필요한 노동의 총량을 말한다. 이 때, 노동의 총량에는 생산에 필요한 자본을 만들기 위한 노동의 양도 포함된다.

## 같이 보기
- 생산주의
- 잉여가치
- 한계주의